# کارا گوچر
کارا گوچر (انگلیسی: Kara Goucher؛ زادهٔ ۹ ژوئیهٔ ۱۹۷۸) دونده دو استقامت اهل ایالات متحده آمریکا بود.
وی در مسابقات کشوری و بین‌المللی در مجموع برندهٔ ۱ مدال نقره، ۳ مدال برنز شده‌است.